# 1777 en philosophie
Chronologie de la philosophie
- 1773
- 1774
- 1775
- 1776
- 1777
- 1778
- 1779
- 1780
- 1781

L’année 1777 a été marquée, en philosophie, par les événements suivants :

## Publications
- Joseph Priestley : 
  - Disquisitions relating to Matter and Spirit;
  - The Doctrine of Philosophical Necessity Illustrated.

- Jean-Jacques Rousseau : Rousseau juge de Jean-Jacques — Posthume.